# Rekylgevær
Et rekylgevær er et selvladende let maskingevær, der lader ved hjælp af rekylets tryk mod bundstykket. 
Et rekylgevær står i modsætning til et gasgevær.
| Våben | Spire Denne artikel om våben er en spire som bør udbygges. Du er velkommen til at hjælpe Wikipedia ved at udvide den. |